# Michael Sheen
Michael Christopher Sheen (Newport, Gales; 5 de febrero de 1969) es un actor de teatro, cine y televisión británico. Después de estudiar en la Royal Academy of Dramatic Art, Sheen hizo su debut profesional en 1991, trabajando junto a Vanessa Redgrave en When She Danced en el Globe Theatre. Trabajó principalmente en el teatro a lo largo de la década de 1990 e hizo apariciones notables en el escenario en Romeo y Julieta (1992), Don’t Fool With Love (1993), Peer Gynt (1994), La gaviota (1995), Retorno al hogar (1997) y Enrique V (1997). Sus actuaciones en Amadeus en el Old Vic y Look Back in Anger en el Teatro Nacional Royal fueron nominados a los Premios Olivier en 1998 y 1999, respectivamente.
En la década del 2000, sin dejar de hacer apariciones esporádicas en el teatro, Sheen fue conocido principalmente como un actor de cine. En 2003, fue nominado para un tercer Premio Olivier por su actuación en Calígula en el Donmar Warehouse y tenía un extraordinario rendimiento como el político británico Tony Blair en la película de televisión The Deal. Recibió una nominación al Premio BAFTA en 2004 por su trabajo en el drama de ITV Dirty Filthy Love. En 2006, Sheen actuó como el problemático actor cómico Kenneth Williams en la película de la BBC Four, Fantabulosa! y llamó la atención de un público internacional cuando repitió su papel como Blair en The Queen. Ambas actuaciones fueron nominada a los Premios BAFTA. Sheen recibió una cuarta nominación al Premio Olivier en 2006 por su interpretación del locutor David Frost en Frost / Nixon en el Donmar Warehouse y más tarde retomó el papel de Frost en la adaptación cinematográfica de 2008 de la obra. En 2009, Sheen apareció en dos películas de fantasía, Underworld: La rebelión de los licántropos y The Twilight Saga: New Moon, y actuó como el extrovertido entrenador de fútbol Brian Clough en The Damned United.
En la década de 2010, Sheen ha dividido su tiempo entre el cine, la televisión y la obra de teatro. En 2010, él hizo una aparición especial de cuatro episodios en la comedia de NBC, 30 Rock y fue nominado para un Premio Emmy por su papel de Blair en la película de HBO, The Special Relationship. Michael apareció en la película de ciencia ficción Tron: Legacy (2010) y la comedia romántica de Woody Allen, Medianoche en París (2011). En la Pascua de 2011, Sheen dirigió y actuó en el Teatro Nacional de Gales, La Pasión, una obra de teatro de 72 horas representación de la Pasión en escena secular en su ciudad natal de Port Talbot. Desde octubre de 2011 hasta enero de 2012, Sheen interpretó el papel protagonista en Hamlet en el Young Vic. En 2013, él será el protagonista del drama de doce capítulos de Showtime Masters of Sex.

## Biografía
Sheen nació en Newport, Gales, el hijo de Irene (de soltera Thomas), una secretaria, y Meyrick, un gerente de personal de British Steel. Tiene una hermana menor, Joanne. Cuando tenía cinco años, su familia se trasladó a Liverpool, Inglaterra, pero se establecieron en la ciudad natal de sus padres de Baglán en Port Talbot, Gales tres años después. Port Talbot es también la ciudad natal de los actores Richard Burton y Anthony Hopkins. El director Sam Mendes ha descrito a Sheen como "a stage creature" y lo atribuyó a las raíces galesas del actor. 

"Lo digo en serio. Es galés en la tradición de Anthony Hopkins y Richard Burton: Feroz,  mercurial e impredecible".

Sheen es un futbolista aficionado, fue descubierto y le ofrecieron un lugar en el equipo juvenil del Arsenal FC, a la edad de 12, pero en su familia no estaban dispuestos a trasladarse a Londres, Inglaterra. Más tarde dijo que estaba "agradecido" por la decisión de sus padres, ya que las posibilidades de forjar una carrera en el fútbol profesional eran "muy escasas". Él perdió el interés en jugar fútbol en su adolescencia y señaló: 

"Habría significado pasar de Gales a Londres como una familia. Era un trastorno grande demasiado grande. "Mi carrera habría terminado hace ya años".

Sheen fue criado en una familia de teatro -sus padres eran aficionados por el teatro local- y, su padre llegaría a trabajar como un profesional a tiempo parcial con Jack Nicholson. En su adolescencia, Sheen estuvo involucrado en el West Glamorgan Youth Theatre y, más tarde, el Teatro Nacional de la Juventud de Gales. Sheen ha dicho:

"Era un teatro joven y brillante", y no sólo me enseñó mucho de la actuación, sino también sobre ética de trabajo; era muy disciplinado ".

Fue influenciado por las actuaciones de Laurence Olivier y los escritos de Kenneth Tynan, crítico de teatro. Declaró:

"La combinación de los dos tipos de cosas me voló la cabeza."

Sheen fue educado en Blaenbaglan Primary School, Glan Afan Comprehensive School y finalmente Neath Port Talbot College donde era A-level en Inglés, Drama y Sociología.
Estudió Inglés en la universidad, pero decidió por su cuenta asistir a la escuela de teatro. Se trasladó a Londres en 1988 para formarse como actor en Royal Academy of Dramatic Art (RADA), después de haber pasado el año anterior trabajando en un restaurante de comida rápida galés llamado "Burger Master" para ganar dinero. Le fue concedida la beca Laurence Olivier por The Society of London Theatre en su segundo año en la RADA. Se graduó en 1991 con una licenciatura en Actuación.

## Carrera

### Interpretación de roles clásicos (1991-2001)
Sheen trabajó principalmente en teatro en la década de 1990 y desde entonces afirma que 

""Supongo que sobre un escenario siempre me sentiré un poco más en casa. Es más que un medio para un actor. Eres tu propio editor, y nadie más que tu elige lo que de ti se ve".."

Su primer papel profesional, cuando aún estaba en su tercer y último año en la RADA, fue When She Danced en el Globe Theatre en 1991. Más tarde describió su papel como "una gran oportunidad". 

"Un día estaba en RADA haciendo una clase de movimiento, el siguiente estaba en una lectura previa, con Vanessa Redgrave y Frances de la Tour".

Milton Shulman del Evening Standard elogió un "excelente" desempeño, mientras que The Observer escribió acerca de "un debut en el West End notable". En 1992, el rendimiento de Sheen en Romeo y Julieta en el Royal Exchange recibió una nominación al Premio de Teatro M.E.N. y que fue dirigida por el crítico teatral Michael Coveney quien lo declarara: 

"El actor joven más emocionante de su generación ... volátil, electrizante y un intérprete sin miedo".

En 1993 su participación en la puesta en escena de la obra de Alfred de Musset, No Fool With Love en el Donmar Warehouse fue nominada para el Premio Ian Charleson y fue descrito por The Independent como "muy emocionante". También en 1993, Sheen apareció en el estreno mundial de Moonlight de Harold Pinter en el Teatro Almeida e hizo su debut en televisión en la miniserie de la BBC, Gallowglass.
Sheen interpretó el papel principal en Peer Gynt en 1994. La producción de Yukio Ninagawa se celebró en Oslo, Tokio y en el Barbican Centre de Londres. The Times elogió "vitalidad asombrosa" de Sheen, mientras que The Independent lo encontró "sensacionalmente bueno" y señaló que: 

"La prensa noruega quedó cautivada a regañadientes por el mercurial "boyo" galés".

Entre otros de sus trabajos de 1994 se encuentra su participación en Le Livre de Spencer en el Odéon-Théâtre de l'Europe, París y protagonizó la comedia de travestismo Charley's Aunt en el Royal Exchange. En 1995, apareció junto a Kate Beckinsale en la producción The Seagull en el Theatre Royal, Bath y, con el apoyo de Thelma Holt, dirigió y protagonizó The Dresser en el Theatre Royal, Plymouth. Además, Sheen debutó en el cine ese mismo año, junto a Kenneth Branagh en Otelo. En 1996 se lo pudo ver a Sheen en el Teatro Nacional Royal por The Ends Of The Earth una obra original de David Lan. Un papel secundario en Mary Reilly marcó la primera de tres colaboraciones con el director de cine Stephen Frears. El aspecto más significativo de Sheen de 1997 fue el papel protagonista en Henry V, organizada por la Royal Shakespeare Company (RSC) en su Stratford-upon-Avon theatre, lo que le valió una segunda nominación al Premio Ian Charleson. The Times elogió "un rendimiento vertiginoso e inteligente ". También en 1997, apareció en un renacimiento de la obra de Harold Pinter The Homecoming en el Teatro Nacional Royal, dirigida por Roger Michell y Badfinger y protagonizada por Rhys Ifans, en el Donmar Warehouse. Esta última fue puesta en escena por Thin Language Theatre Company que Sheen había cofundado en 1991, con el objetivo de un teatro galés adicional. Luego apareció en la película biográfica Wilde interpretando a Robbie Ross junto a Stephen Fry quien interpretaba a Oscar Wilde . A principios de 1998 Sheen formó una compañía de producción, The Foundry, con Helen McCrory y Robert Delamere para promover el trabajo de los nuevos dramaturgos, y produjo A Little World of Our Own en el Donmar Warehouse, que dio Colin Farrell su debut en el West End. 

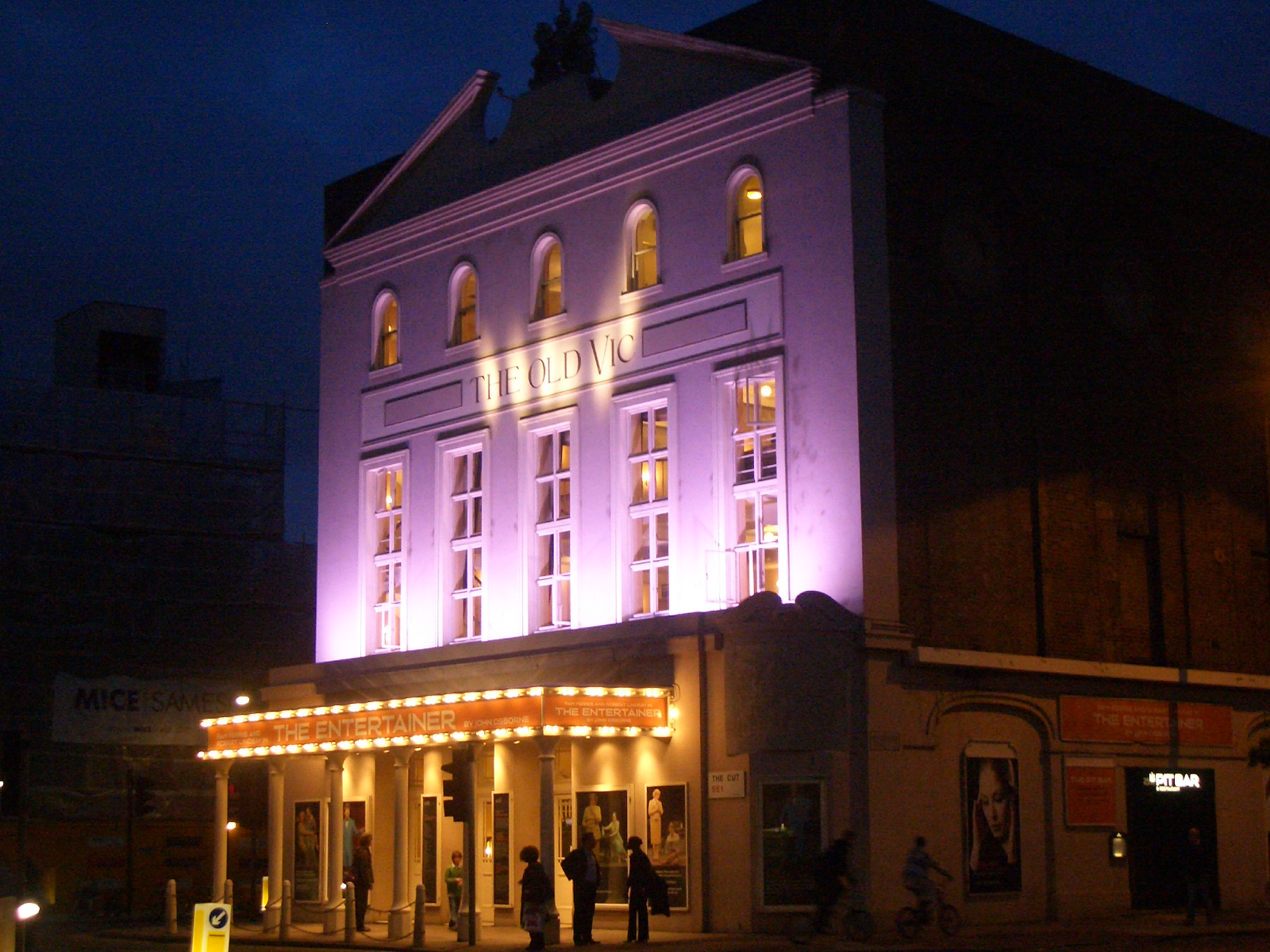
El Old Vic, donde Sheen protagonizó una recuperación exitosa de Amadeus en 1998. La interpretación más tarde fue transferida a Broadway.

De 1998 a 1999, Sheen interpretó a Mozart en un renacimiento del gran éxito de Amadeus. La producción de Peter Hall fue puesta en escena en el Teatro Old Vic de Londres y más tarde trasladado a la Music Box en Broadway. Ben Brantley, director crítico teatral de The New York Times, fue particularmente elocuente en su alabanza. Señaló que: 

"El señor Sheen provoca una verdadera poesía del papel" y consideró que, mientras lo observaba, "se empieza a apreciar la derivación del término estrella. Este actor es tan luminoso que da miedo!".

The Independent lo encontró:

"Muy impresionante como Mozart. Su actuación fantásticamente físico te convence del genio de su personaje y la interpretación se prende fuego cuando está en el escenario ".

Sheen fue nominado para un Premio Laurence Olivier a la Mejor Interpretación de Reparto y el Premio Outer Critics Circle al Mejor Actor. En 1999, Sheen exploró el papel de Jimmy Porter en la producción del Teatro Nacional Royal, Look Back in Anger. En 2003, Sheen describió la producción como: "

"La cosa más divertida que he hecho ...todos se reunieron ".

Daily Mail que lo declaró:

"Definitivo Jimmy Porter ... simplemente emocionante en sus riffs de jazz de discursos, mercurial e irresistible".

The Independent:

"Sheen ha acaparado el mercado de la energía explosiva, pero esta actuación emocionante es mejor todavía".

The Financial Times señaló:

"Como Jimmy Porter, un papel de dificultad asombroso en todos los sentidos, Michael Sheen le da sin duda el mejor rendimiento que Londres ha visto de él ... Se agarran de cada palabra que pronuncia ... es deslumbrante".

Fue nominado para un Premio Laurence Olivier y al Premio Evening Standard ambos en la categoría de Mejor Actor.

### The Deal,The QueenyFantabulosa(2002–2006)
En este punto de su carrera, Sheen comenzó a dedicar más tiempo al trabajo de la película. Heartlands, una película de 2002 sobre el viaje de camino a un hombre ingenuo en las Midlands, fue su primer papel protagónico. Mientras que The Guardian desestimó la "empalagosa agridulce-regional-lotería-cine británico", señaló que 

"Sheen tiene un encanto de niño británico".

Sheen ha dicho del papel:

"Fue genial hacer algo que era tan diferente. Yo suelo jugar con personajes muy extremos, pero no podía salirme con la mía haciendo todas mis habituales y trucos tontos con Colin".

También en 2002, tuvo un papel secundario en la película de acción y aventura The Four Feathers. En 2003, Sheen apareció en Bright Young Things, el debut como director de su coestrella de Wilde, Stephen Fry. Una adaptación de la novela de Evelyn Waugh, la película sigue a los asistentes a la fiesta de la alta sociedad en decadencia, antes de la guerra de Londres. Sheen interpretó a un aristócrata gay en un reparto que incluía a James McAvoy, Emily Mortimer, David Tennant, Dan Aykroyd, Jim Broadbent y Peter O'Toole. Mientras que el Los Angeles Times dijo que "brilló", The Guardian sintió el papel "totalmente insuficiente, usa sus talentos". Sheen describió su personaje como "posiblemente el campest hombre en la historia del cine" y admite que disfrutó de una escena donde se droga con [a, entonces de 95 años de edad] Sir John Mills. En otros trabajos en película de 2003, Sheen apareció como un hombre lobo llamado Lucian en Underworld e hizo una breve aparición en la película de ciencia ficción Timeline
Sheen también volvió a los escenarios en 2003 para desempeñar el papel protagonista de Calígula en el Donmar Warehouse, dirigida por Michael Grandage. Fue el primero de solo tres apariciones en el escenario durante la década de 2000; su pequeña hija residía en Los Ángeles, California, por lo que su etapa en Gran Bretaña fue poco práctica. Un crítico de The Independent lo declaró como:

"Una de los más emocionantes actuaciones que he visto."

The Daily Telegraph lo describió como: 

"Un actor tremendamente carismático con una asombrosa presencia física".

The Times lo elogió con:

"Sheen ha realizado una fascinante interpretación"

The Guardian lo encontró: 

"Muy impresionante ... en un momento se ataca a su corte-poeta con un solo espeluznante salto al otro lado de una silla y una mesa".

Sheen ganó el Premio Evening Standard y el Premio del Círculo de Crítica de Teatro ambos en la categoría de Mejor Actor, y fue nominado nuevamente para el Premio Laurence Olivier al Mejor Actor.

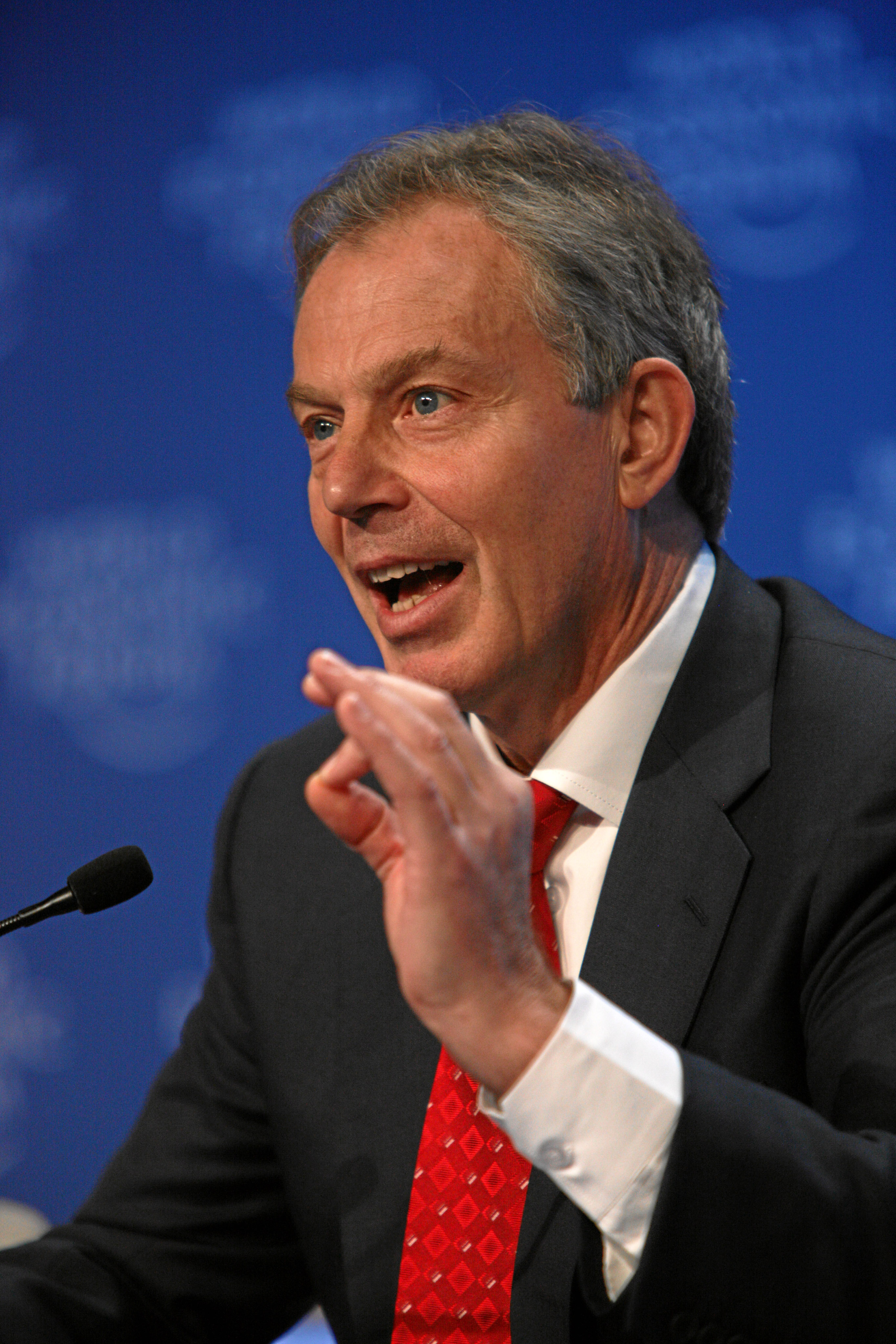
El político británico Tony Blair al que Sheen ha retratado en The Deal (2003) y The Queen (2006), su interpretación más reconocida

Con la interpretación del político británico Tony Blair en The Deal (2003) Sheen logró un reconocimiento a mayor escala. El Channel 4 explora el llamado "Granita pact" (Pacto Granita) hecho por Tony Blair y Gordon Brown antes de la elección del dirigente del Partido Laborista en 1994, y fue la primera colaboración del actor con el guionista Peter Morgan. Durante su filmación, Sheen interpretaba cada noche Calígula en el escenario, y ha comentado:

"Es interesante que en la búsqueda de monstruos para jugar, a menudo terminan jugando líderes".

The Daily Telegraph elogió su "Sincera, pero acerado retrato ", mientras que The Guardian lo encontró "Excelente. Esta es una fundición inteligente y honesta". 
En 2004, Sheen protagonizó Dirty Filthy Love de ITV, una película de dibujos animados sobre un hombre que sufre de trastorno obsesivo-compulsivo (OCD/TOC) y el síndrome de Tourette después de una separación matrimonial. Sheen habló de "pisando una línea muy fina", porque "muchos de los síntomas son intrínsecamente cómico". También fue nominado para un Premio BAFTA a Mejor Actor de Televisión y un Premio RTS (Royal Television Society, UK) al Mejor Actor. También en 2004, Sheen interpreta a una estrella de rock en la comedia romántica Laws of Attraction y produjo y protagonizó The Banker, que ganó un Premio BAFTA al Mejor Cortometraje. En 2005, Sheen actuó en la producción del Teatro Nacional de The UN Inspector, una adaptación de David Farr de The Government Inspector. The Times escribió acerca de: 

"Una actuación brillante y mordaz inventiva".

Variety señaló:

"El actor añade fineza cómico a su repertorio aparentemente interminable".

The Evening Standard, si bien admite que la actuación era "técnicamente brillante", expresó desconcierto por qué "uno de los actores más volubles e inspirador que tenemos parece que va a hacerse pasar por Rik Mayall por todas partes".
Ese mismo año, participó en el Old Vic 24 Hour Play, y entre sus trabajos en el cine se encuentra su participación en la película galesa/irlandesa de bajo presupuesto Dead Long Enough junto con su amigo Jason Hughes. Además, tuvo un papel secundario en la película de Ridley Scott Kingdom of Heaven, hizo un cameo en The League of Gentlemen's Apocalypse y protagonizó el cortometraje The Doors Open. 

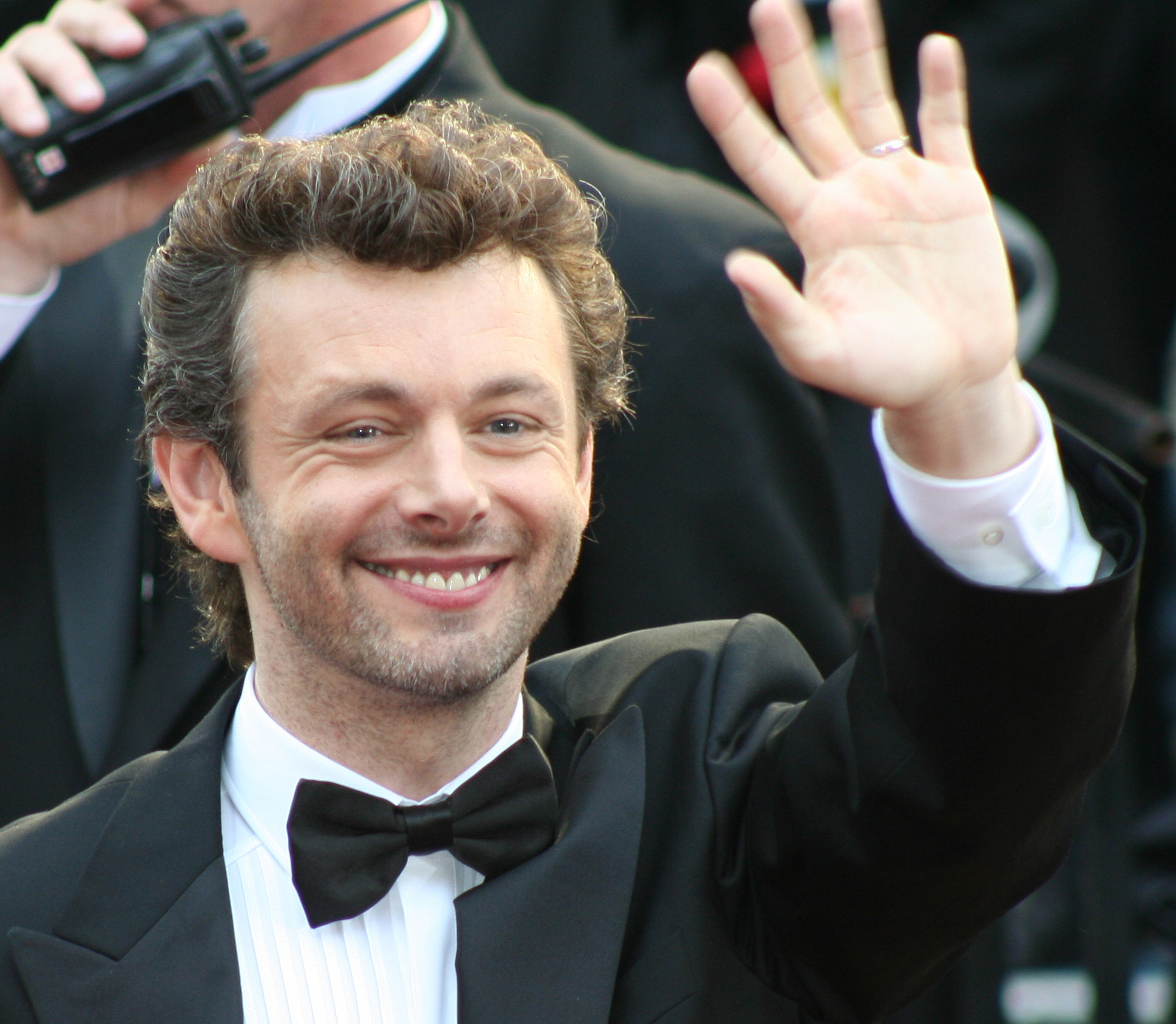
Sheen en los 81.º Premios de la Academia en 2009.

Sheen llamó la atención internacional en 2006 por su interpretación de Tony Blair en The Queen. La película se centra en las diferentes reacciones de la Familia Real Británica y el primer ministro recién nombrado tras la muerte de Diana, Princesa de Gales, en 1997; fue la tercera colaboración de Sheen con el director Stephen Frears y la segunda con el guionista Peter Morgan. Le gustaba repetir su papel de Blair porque, a estas alturas de su carrera, había "un peso en él, que no tenía antes". Cuando se le preguntó sobre su opinión personal de Blair, Sheen admitió que mientras más tiempo que pasó trabajando en el personaje, "menos opinión" tiene de los políticos. Al respecto dijo:

"Ahora cuando lo veo en la televisión o escucho su voz, es algo así como un cruce entre un familiar, un amigo y ver un video embarazoso muy viejo de ti mismo."

Peter Travers de Rolling Stone elogió "una actuación sensacional alerta y matizada" mientras Empire habló de una "actuación extraordinaria, perspicaz". Sheen fue nominado para un Premio BAFTA al Mejor Actor de Reparto. Su segunda aparición en una película en el año 2006 fue un papel secundario en Diamante de sangre como un comerciante de diamantes sin escrúpulos. También en 2006 Sheen interpretó al problemático actor cómico Kenneth Williams en la película de la BBC Four, Fantabulosa!. En preparación para el papel, perdió dos y medio piedra, estudió imágenes de archivo y leer los diarios publicados Williams. Sheen ha dicho que está "fascinado por la búsqueda de la parte privada de la imagen pública". The Times encontró su desempeño "fascinante" mientras que The Observer la describió como: 

"Una caracterización para que la descripción del tour-de-force es decir, la alabanza, francamente, bastante débil".

Ganó un Premio RTS (Royal Television Society, UK) al Mejor Actor, y recibió su segunda nominación al Premio BAFTA de 2006 en la categoría de Mejor Actor de Televisión. Sheen protagonizó otras dos producciones de televisión de la BBC en 2006, interpretando a H. G. Wells en H. G. Wells' The War of the Worlds y Nerón en Ancient Rome: The Rise and Fall of an Empire.

### Frost/NixonyThe Damned United(2007-2009)
De 2006 a 2007, Sheen protagonizó la obra Frost/Nixon como David Frost, tanto en el Donmar Warehouse y Teatro Gielgud de Londres y en el Teatro Jacobs en Broadway. La obra, escrita por Peter Morgan, dirigida por Michael Grandage y coprotagonizada por Frank Langella, fue un éxito de crítica y público pero Sheen inicialmente aceptó el papel como un favor a sus amigos y "Nunca pensó que iba a ninguna parte". The Guardian dijo:

"Sheen captura exactamente tics verbales de Frost y gestos al tiempo que sugiere un nerviosismo detrás de la seguridad en sí mismo".

The Financial Times dijo:

"Tiene la voz, los gestos, las llamas, pero, más que eso, Sheen - visceralmente emocionante como un actor como cualquier otro en Gran Bretaña hoy - nos muestra el hambre de la ambición de Frost como el instinto de un zorro de cazar y matar".

Sheen fue nominado para un Premio Laurence Olivier al Mejor Actor y un Premio Drama League por su destacado trabajo. Sheen apareció después en la película de 2007 Music Within como un activista político con parálisis cerebral. Él habló de tener una "responsabilidad" para retratar con precisión la enfermedad. Variety dijo que su actuación fue "notable .. totalmente convincente", USA Today lo encontró "excepcional", mientras que el Los Angeles Times pensó que era "una reminiscencia de Daniel Day-Lewis en Mi pie izquierdo trayendo una vitalidad e ingenio para el papel". Ese mismo año, Sheen actuó en el corto Airlock, or How To Say Goodbye in Space con Derek Jacobi y fue invitado a unirse a la rama de los actores de la Academia de Artes y Ciencias Cinematográficas.

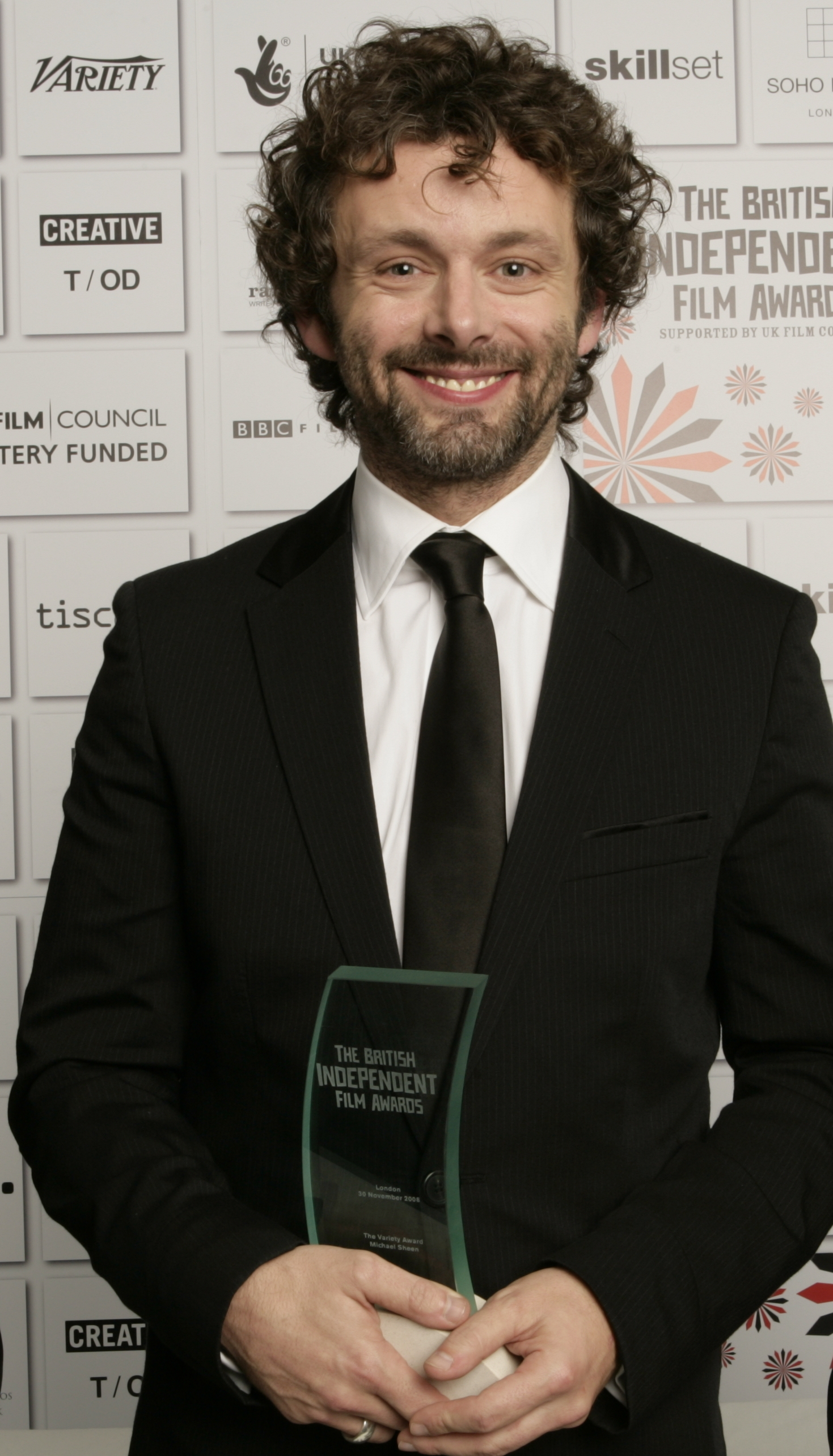
Sheen luego de ganar el British Independent Film Awards en 2008.

Sheen volvió a interpretar a David Frost en 2008 en Frost/Nixon, una dramatización cinematográfica de las entrevistas, The Nixon de 1977. A pesar de aparecer en la producción teatral original en un papel escrito para él por Peter Morgan, Sheen se sorprendió de haber sido echado en la película: 

"Peter dijo que sólo estaría dispuesto a renunciar a los derechos a alguien que me echaron como Frost, que era muy agradable, pero cuando los estudios de poner sus manos en algo ... Justo hasta que empezamos a filmar yo estaba dispuesto a ser decepcionado".

Roger Ebert del Chicago Sun-Times afirmó que Sheen encarna su personaje en una "irresistible e intensa" performance, mientras que The Wall Street Journal sentía que él era "un actor brillante" que "crece su personaje de una mariposa social con los ojos brillantes a un interrogador gimlet-eyed". Frost dijo más tarde que era "una maravillosa actuación". Sheen fue el ganador del Premio Variety en los British Independent Film Awards 2008.
En 2009 Sheen retrató otra figura pública, protagonizó The Damned United como el extrovertido entrenador de fútbol Brian Clough. La película dirigida por Tom Hooper se centra en los 44 días desastrosos del mandato de Clough como director del Leeds United y sería la quinta colaboración notable de Sheen con el escritor Peter Morgan. Sheen ha dicho que Clough es el personaje "real" que más le gusta encarnar. The Guardian, escribió en 2009, declarando que es " el mejor rendimiento en la gran pantalla de su carrera", mientras que The Times lo encontró "magnífico". USA Today elogió la "magistral actuación de Sheen", mientras que el Los Angeles Times sintió él desempeñó del papel con "un estilo fresco y oscuro" y "brío hábil". Entertainment Weekly afirmó que, a pesar de la falta de familiaridad de las audiencias americanas con Clough , "lo que se pierde en la traducción se recupera con bastante facilidad en el rendimiento asombroso Michael Sheen". Variety señaló que su "canalización normalmente escrupulosa de Clough obtiene los tics y gestos bien, pero también esculpe un retrato conmovedor de un fanfarrón de repente fuera de su terreno". También en 2009, Sheen volvió a interpretar su papel de hombre lobo en Underworld: Rise of the Lycans, una pre cuela de la película original. Sobre su decisión de participar, Sheen ha dicho: 

"Mi regla de oro es que quiero hacer cosas que me gustaría ir a ver a mí mismo".

The New York Times pensó que era "La mayor ventaja de la película [teniendo] un descanso festivo a partir de sus habituales funciones de alta corteza de traer el ingenio, acción real y cierta musculatura inesperado a la película gótica de terror". 
En 2009 Sheen tuvo un papel secundario en The Twilight Saga: New Moon, la segunda película de la saga de vampiros escrita por Stephenie Meyer. Se le pagó un supuesto de £ 5.000.000 y el director Chris Weitz ha dicho que persiguió "agresivamente" al actor para el papel. En su opinión, la revista Rolling Stone dijo: 

"Al final de la película, un actor real, Michael Sheen, aparece como Aro un lector de mentes, de los vampiros Volturi italianos. Casi se puede oír el pensamiento joven elenco....¿Es que actuar?. Parece difícil ".

Mientras que The New York Times dijo que "tiene una amenaza verosímil", USA Today sintió que "interpreta el personaje con más vértigo agudo de amenaza". 
Fue nombrado Actor del Año en la ceremonia anual de GQ Magazine "Hombres del año".
Sheen hizo dos apariciones en el teatro en 2009; él realizó una escena en Betrayal como parte de una velada homenaje a Harold Pinter en el Teatro Nacional y realizó comedia de improvisación como parte de The Groundlings' Crazy Joe Show en Los Ángeles.

### Hamlet y Masters of Sex(2010–presente)
En 2010, Sheen tuvo un papel secundario en la secuela de ciencia ficción Tron: Legacy. Al referirse a su carácter en la película, Sheen ha dicho: 

"Me pagaron para mostrar básicamente".

The Wall Street Journal encontró poco de diversión en la película "a excepción de una vez, alegremente cursi por Michael Sheen", mientras que The New York Times dijo que "aparece para entregar lo más parecido a una actuación en la película".
En otros trabajos película de 2010, Sheen proporcionó las voces del Conejo Blanco en Alicia en el país de las maravillas de Tim Burton y de Dr. Griffiths en el trabajo de Disney, Tinker Bell y el gran recate y apareció como un terrorista en Unthinkable. En la televisión, el rendimiento de Sheen en la tercera entrega de Peter Morgan de la trilogía Blair, The Special Relationship, fue nominado para un Premio Emmy por Mejor Actor Principal - Miniserie o Película. La película de HBO examinó la "relación especial" entre los Estados Unidos y el Reino Unido en la era política de Tony Blair y Bill Clinton. Fue la sexta colaboración entre Sheen y Peter Morgan, ambas partes han dicho desde entonces no van a trabajar juntos de nuevo "para el futuro previsible". Sheen también hizo una aparición como invitada en cuatro episodios de 30 Rock de la NBC, como Wesley Snipes, un enamorado de Liz Lemon (Tina Fey). Fey, estrella de la comedia y creadora, ha dicho que "era muy divertido y un placer trabajar con él". En noviembre de 2010, Sheen recibió el Premio BAFTA/LA Britannia al Artista Británico del Año.
En 2011, Sheen protagonizó y fue director creativo de "La Pasión" en el Teatro Nacional de Gales, una obra de teatro de 72 horas representación de La Pasión en escena secular en su ciudad natal de Port Talbot. El evento fue el tema de un documental de la BBC y The Gospel of Us, una película del director Dave McKean. Sheen lo ha descrito como "la experiencia más significativa" de su carrera. The Observer declaró: 

"Uno de los eventos más destacados de teatro, no sólo de este año, de la década".

El crítico de The Independent lo describió como: 

"La pieza más extraordinaria de la comunidad específica del teatro que he visto jamás".

The Daily Telegraph lamentó los problemas logísticos de la producción a gran escala: 

"En general me pareció conmovedor, transformadora y, a su manera caprichosa, un triunfo".

Michael Sheen y su codirector Bill Mitchell fueron galardonados conjuntamente como mejor director en el Theatre Awards UK 2011. 

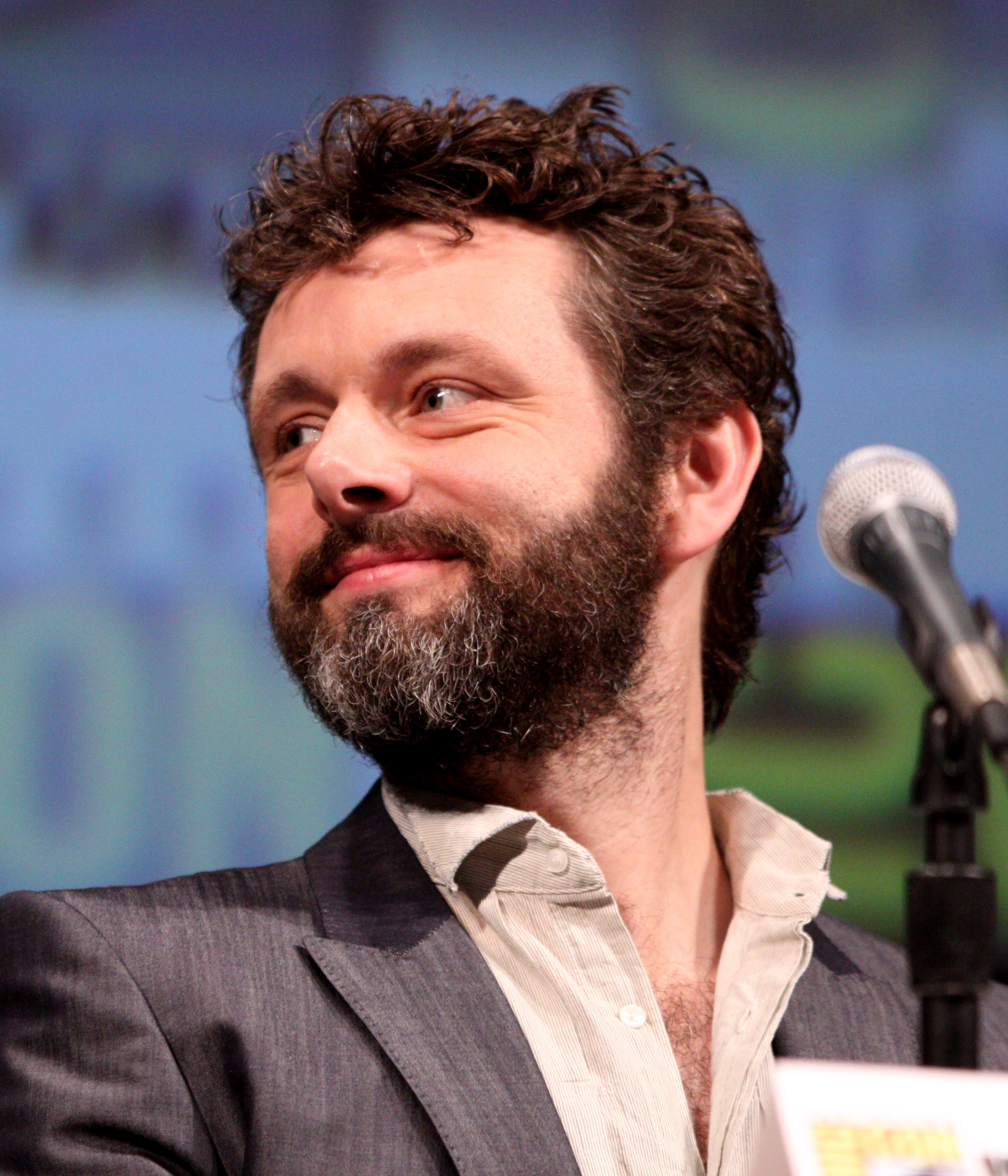
Michael Sheen en la Convención Internacional de Cómics de San Diego 2010.

La más notable aparición en el cine de Sheen durante el 2011 fue en la película dirigida por Woody Allen, Medianoche en París. La película se estrenó en el Festival de Cannes de 2011 y se convirtió en la película más taquillera de Allen hasta la fecha. También en 2011, Sheen actuó en Beautiful Boy, un drama independiente que se centra en las consecuencias de un tiroteo en una escuela, dio voz a un personaje en un episodio de Doctor Who escrito por su amigo Neil Gaiman e hizo apariciones en The Twilight Saga: Breaking Dawn - Part 1 y en Resistance.
Sheen interpretó el papel protagonista en Hamlet en el Young Vic desde octubre de 2011 hasta enero de 2012, un papel que él exploró por primera vez en 1999 en una producción de la BBC Radio 3. Si bien había habido planes tentativos en los últimos años, tanto para Peter Hall y Michael Grandage para dirigir Sheen en la obra, finalmente lo hizo Ian Rickson. Producción Rickson se fijó en el ala de seguridad de un hospital psiquiátrico y contó con música original de PJ Harvey. Tanto la obra como la actuación de Sheen obtuvieron muy buenas críticas.
Entre sus trabajos en el cine de 2012, Sheen protagonizó junto a Toni Collette en la comedia independiente Jesus Henry Christ. Él repetirá su papel como el vampiro Aro en la última entrega de la Saga Crepúsculo, The Twilight Saga: Breaking Dawn - Part 2  que se estrenó el 16 de noviembre de 2012. Sheen ha filmado una aparición en una adaptación de la novela para niños Mariah Mundi & the Midas Box, y una aparición en la comedia Admission con Tina Fey y Paul Rudd, como "novio británico rígido" de Fey. En la primavera de 2012, Sheen fimará la película Cut Bank, un thriller coprotagonizado por Armie Hammer, Ben Kingsley, John Malkovich y Teresa Palmer. En 2013, Sheen protagonizará lo nuevo de Showtime, Masters of Sex. Michael y Lizzy Caplan interpretaran a Masters y Johnson, pioneros de la sexualidad humana en la década de 1960; la serie será una crónica de "sus vidas inusuales, el romance y la trayectoria de la cultura pop, que los vio salir de un hospital universitario del Medio Oeste para la portada de Time magazine y el programa de Johnny Carson. El episodio piloto fue dirigido por John Madden. El drama de doce episodio será filmado en Los Ángeles. El productor ejecutivo de la serie 30 Rock, Robert Carlock, ha hablado de su deseo de que Sheen haga una aparición en la última temporada de la serie de la NBC:

"Quiero llegar Michael Sheen de nuevo como Wesley Snipes. Lo amaba tanto".

## Filantropía
Sheen es el presidente de TREAT Trust Wales una organización benéfica cuyo objetivo es proporcionar un centro de rehabilitación y terapia en los terrenos del Morriston Hospital de Swansea (Gales) en 2015 y es el embajador gales de FILMCLUB, una organización benéfica que ofrece, después de la escuela, clubes de cine a las escuelas públicas primarias y secundarias en un esfuerzo por mejorar los niveles de alfabetización. También un embajador de la caridad del medio ambiente Keep Wales Tidy. Sheen es el patrón de organizaciones benéficas británicas, incluyendo: Scene & Heard, NSPCC (National Society for the Prevention of Cruelty to Children) Child's Voice Appeal, Healing The Wounds, The Relationships Centre y WGCADA. Además ha participado en una serie de partidos de fútbol de caridad, la más notable participación fue en el Soccer Aid 2010 donde fue el capitán del equipo ganador en el estadio de Wembley. Sheen es también patrón de los British Independent Film Awards, un embajador para el Premio Dylan Thomas y vicepresidente de Port Talbot Town FC.

## Vida personal

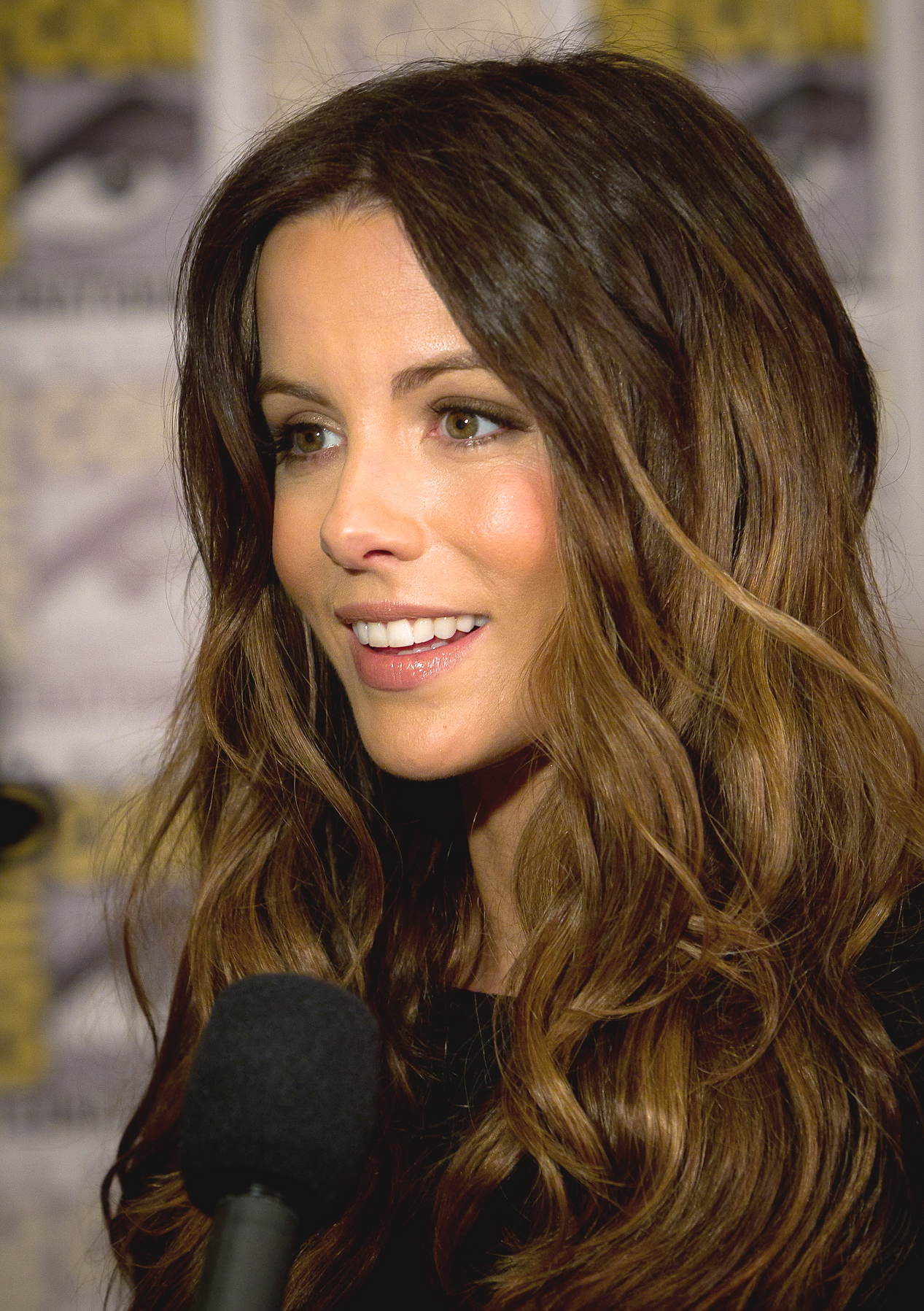
Sheen tuvo una relación con la actriz Kate Beckinsale. Ambos tienen una hija.

Sheen tuvo una relación de ocho años con la actriz británica Kate Beckinsale desde 1995 hasta 2003. Se conocieron al comienzo de la gira de The Seagull a principios de 1995 y comenzaron a vivir juntos poco después. Su hija, Lily Mo Sheen, nació el 31 de enero de 1999 en Londres, Inglaterra. La actriz ha dicho que estaba "avergonzada" de que nunca Sheen le hubiese propuesto matrimonio, pero se sentía como si estuviera casada: 

"Si se mantiene un libro de la biblioteca el tiempo suficiente, sientes que es tuyo".

Su relación terminó a principios de 2003, tras el rodaje de Underworld. Beckinsale había persuadido al director Len Wiseman para integrar a Sheen en la película, pero, en el transcurso de la filmación, ella y Wiseman (que estaba casado) se enamoraron. Ella se mudó a Los Ángeles, California y se casó con Wiseman en 2004. Sheen también se trasladó de Londres a Los Ángeles después de la separación para poder vivir cerca de su hija. "Me gusta Los Ángeles", ha comentado.

"Es mi hogar por ahora, pero yo no elegiría Los Ángeles para vivir si no fuera por mi hija. Una vez que Lily sea mayor y pueda viajar por su cuenta, probablemente voy a volver al Reino Unido".

Sheen tuvo una relación a distancia con la bailarina inglesa Lorena Stewart desde finales de 2004 hasta mediados de 2010. Mantuvo una breve relación con la actriz canadiense Rachel McAdams, a quien conoció en el rodaje de Medianoche en París en julio de 2010.
En julio de 2019 confirmó que sería padre por segunda vez junto a la actriz sueca Anna Lundberg. El 27 de septiembre de 2019 Lundberg dio a luz a una niña llamada Lyra, la segunda de Sheen. En marzo de 2022 se hizo público que iba a ser padre por tercera vez. El 19 de mayo de 2022 tuvieron a su segunda hija, Mabli Elfyn Irene Sheen.

## Honores
Sheen fue nombrado Oficial de la Orden del Imperio Británico (OBE) en la lista de Honores de Año Nuevo 2009 por sus servicios al drama. Fue galardonado con el premio La libertad de la ciudad de Neath-Port Talbot, Gales en 2008 por sus servicios en el ámbito de las artes escénicas. Es Miembro Honorario de la Universidad de Gales, el Real Colegio galés de Música y drama, la Universidad de Aberystwyth y la Universidad Swansea Metropolitan; y ha sido galardonado con el Premio James Joyce por el University College de Dublín.

## Filmografía

### Cine
| Año  | Título                                      | Papel               | Director            | Notas                                             |
| ---- | ------------------------------------------- | ------------------- | ------------------- | ------------------------------------------------- |
| 1995 | Otelo                                       | Lodovico            | Oliver Parker       |                                                   |
| 1996 | Mary Reilly                                 | Bradshaw            | Stephen Frears      |                                                   |
| 1997 | Wilde                                       | Robbie Ross         | Brian Gilbert       |                                                   |
| 1998 | Animated Epics: Beowulf                     | Wiglaf (voz)        | Yuri Kulakov        | Cortometraje de TV                                |
| 1998 | Lost in France                              | Owen                | Nick Jones          | Cortometraje de TV                                |
| 1999 | Coacción misteriosa                         | Angel (voz)         | Roy Battersby       | Película de TV                                    |
| 2002 | Heartlands                                  | Colin               | Damien O'Donnell    |                                                   |
| 2002 | Las cuatro plumas                           | William Trench      | Shekhar Kapur       |                                                   |
| 2003 | Escándalo con clase                         | Miles               | Stephen Fry         |                                                   |
| 2003 | Underworld                                  | Lucian              | Len Wiseman         |                                                   |
| 2003 | The Deal                                    | Tony Blair          | Stephen Frears      | Película de TV                                    |
| 2003 | Timeline                                    | Lord Oliver         | Richard Donner      |                                                   |
| 2004 | The Open Doors                              | Frampton Nuttel     | James Rogan         | Cortometraje                                      |
| 2004 | Hasta que la ley nos separe                 | Thorne Jamison      | Peter Howitt        |                                                   |
| 2004 | Dirty Filthy Love                           | Mark Furness        | Adrian Shergold     | Película de TV                                    |
| 2004 | The Banker                                  | El banquero         | Hattie Dalton       | Cortometraje                                      |
| 2005 | El reino de los cielos                      | Priest              | Ridley Scott        |                                                   |
| 2005 | The League of Gentlemen's Apocalypse        | Jeremy              | Steve Bendelack     |                                                   |
| 2006 | Underworld: Evolution                       | Lucian              | Len Wiseman         |                                                   |
| 2006 | Fantabulosa!                                | Kenneth Williams    | Andy De Emmony      | Película de TV                                    |
| 2006 | La Reina                                    | Tony Blair          | Stephen Frears      |                                                   |
| 2006 | HG Wells: War with the World                | H.G. Wells          | James Kent          | Película de TV                                    |
| 2006 | Dead Long Enough                            | Harry Jones         | Tom Collins         |                                                   |
| 2006 | Diamante de sangre                          | Rupert Simmons      | Edward Zwick        |                                                   |
| 2007 | Music Within                                | Art                 | Steven Sawalich     |                                                   |
| 2007 | Airlock, or How to Say Goodbye in Space     | Adam Banton         | Chris Boyle         | Cortometraje                                      |
| 2008 | Frost/Nixon                                 | David Frost         | Ron Howard          |                                                   |
| 2009 | Underworld: Rise of the Lycans              | Lucian              | Patrick Tatopoulos  |                                                   |
| 2009 | The Damned United                           | Brian Clough        | Tom Hooper          |                                                   |
| 2009 | My Last Five Girlfriends                    | Burnam              | Julian Kemp         |                                                   |
| 2009 | The Twilight Saga: New Moon                 | Aro                 | Chris Weitz         |                                                   |
| 2009 | A Child's Christmases in Wales              | Narrador (voz)      | Christine Gernon    | Película de TV                                    |
| 2010 | Alicia en el país de las maravillas         | Conejo Blanco (voz) | Tim Burton          |                                                   |
| 2010 | Unthinkable                                 | Joven Steven Arthur | Gregor Jordan       |                                                   |
| 2010 | The Special Relationship                    | Tony Blair          | Richard Loncraine   | Película de TV                                    |
| 2010 | Tinker Bell and the Great Fairy Rescue      | Dr. Griffiths (voz) | Bradley Raymond     |                                                   |
| 2010 | Beautiful Boy                               | Bill                | Shawn Ku            |                                                   |
| 2010 | Tron: Legacy                                | Castor / Zuse       | Joseph Kosinski     |                                                   |
| 2011 | Capture Anthologies: The Dimensions of Self | Adam Banton         | Chris Boyle         | Segmento "Airlock or How to Say Goodbye in Space" |
| 2011 | Medianoche en París                         | Paul                | Woody Allen         |                                                   |
| 2011 | Few Options                                 | Florist             | George A. Pappy Jr. |                                                   |
| 2011 | Resistance                                  | Tommy Atkins        | Amit Gupta          |                                                   |
| 2011 | The Twilight Saga: Breaking Dawn - Part 1   | Aro                 | Bill Condon         |                                                   |
| 2012 | The Gospel of Us                            | Profesor            | Dave McKean         |                                                   |
| 2012 | Jesus Henry Christ                          | Dr. Slavkin O'Hara  | Dennis Lee          |                                                   |
| 2012 | The Twilight Saga: Breaking Dawn - Part 2   | Aro                 | Bill Condon         |                                                   |
| 2012 | Masters of Sex                              | Dr. William Masters | John Madden         | Serie de televisión, 36 episodios                 |
| 2013 | The Adventurer: The Curse of the Midas Box  | Charity             | Jonathan Newman     |                                                   |
| 2013 | Proceso de Admisión                         | Mark                | Paul Weitz          |                                                   |
| 2014 | The Spoils of Babylon                       | Chet Halner         |                     | Miniserie, 2 episodios                            |
| 2014 | Under Milk Wood                             | primera voz         | Pip Broughton       | Telefilme                                         |
| 2014 | Kill the Messenger                          | Fred Weil           | Michael Cuesta      |                                                   |
| 2015 | 7 Days in Hell                              | Caspian Wint        | Jake Szymanski      | Telefilme                                         |
| 2015 | Far from the Madding Crowd                  | William Boldwood    | Thomas Vinterberg   |                                                   |
| 2015 | Barbados                                    | David               | Misha Manson-Smith  | Cortometraje                                      |
| 2015 | The Spoils Before Dying                     | Kenton Price        |                     | Miniserie, 4 episodios                            |
| 2016 | Alicia a través del espejo                  | Conejo blanco (voz) | James Bobin         |                                                   |
| 2016 | You Can Never Really Know Someone           | Henry               | Aaron Nee, Adam Nee | Cortometraje                                      |
| 2016 | Passengers                                  | Arthur              | Morten Tyldum       |                                                   |
| 2016 | Norman, el hombre que lo conseguía todo     | Phillip Cohen       | Joseph Cedar        |                                                   |
| 2018 | Apostle                                     | Profeta Malcolm     | Gareth Evans        |                                                   |
| 2020 | The Voyage of Doctor Dolittle               | Mudfly              | Stephen Gaghan      |                                                   |

### Televisión
| Año       | Título                                       | Papel                                                | Notas                               |
| --------- | -------------------------------------------- | ---------------------------------------------------- | ----------------------------------- |
| 1993      | Gallowglass                                  | Joe                                                  | Miniserie; 3 capítulos              |
| 1993      | Maigret                                      | Philippe                                             | "Maigret and the Night Club Dancer" |
| 1997      | The Grand                                    | Thomas Jordan                                        | 1 episodio                          |
| 2006      | Ancient Rome: The Rise and Fall of an Empire | Emperador "Nero" Claudius Caesar Augustus Germanicus | "Nero"                              |
| 2006      | The Battle for Rome                          | Nero                                                 | Documental                          |
| 2010      | 30 Rock (Rockefeller Plaza)                  | Wesley                                               | 4 episodios                         |
| 2011      | Doctor Who                                   | Casa (voz)                                           | 1 episodio: La mujer del Doctor     |
| 2011      | Made in Hollywood                            |                                                      | 1 episodio                          |
| 2013-2016 | Masters of Sex                               | Dr. William Masters                                  | 4 temporadas                        |
| 2014      | The Spoils of Babylon                        | Chet Halner                                          | 2 episodios                         |
| 2015      | The Spoils Before Dying                      | Kenton Price                                         | Miniserie; 4 capítulos              |
| 2019      | The Good Fight                               | Roland Blum                                          | 7 episodios                         |
| 2019      | Good Omens (T1)                              | Aziraphale                                           | Miniserie; 6 capítulos              |
| 2019      | Prodigal Son                                 | Dr. Martin Whitly                                    | 2 temporadas                        |
| 2020      | Staged                                       | Él mismo                                             | [ 3 ]                               |
| 2023      | Good Omens (T2)                              | Aziraphale                                           | Miniserie; 6 capítulos              |

### Vídeos
| Año  | Vídeo                               | Personaje                             | Notas                                                   |
| ---- | ----------------------------------- | ------------------------------------- | ------------------------------------------------------- |
| 2010 | Alice in Wonderland                 | El Conejo Blanco (voz)                | Videojuego                                              |
| 2010 | (It's Not War) Just the End of Love | Jugador de ajedrez junto a Anna Friel | Vídeo musical de la banda galesa Manic Street Preachers |
| 2020 | Corner of My Sky                    |                                       | Vídeo musical de la artista galesa Kelly Lee Owens      |

## Teatro
| Año       | Obra                  | Dramaturgo          | Personaje               | Director                     | Teatro                                                                                      |
| --------- | --------------------- | ------------------- | ----------------------- | ---------------------------- | ------------------------------------------------------------------------------------------- |
| 1991      | When She Danced       | Martin Sherman      | Alexandros Eliopolos    | Robert Ackerman              | Globe Theatre de Londres y gira por el Reino Unido                                          |
| 1992      | Romeo y Julieta       | William Shakespeare | Romeo                   | Gregory Herson               | Royal Exchange Theatre de Mánchester                                                        |
| 1993      | Moonlight             | Harold Pinter       |                         | Harold Pinter/ David Leveaux | The Almeida Theatre de Londres y England and Comedy Theatre de Londres                      |
| 1993      | No Fool With Love     | Alfred de Musset    |                         | Declan Donellan              | Donmar Warehouse de Londres                                                                 |
| 1994      | Peer Gynt             | Henrik Ibsen        |                         | Yukio Ninagawa               | Barbican Theatre de Londres, en Oslo, Noruega, y Tokio, Japón                               |
| 1994      | Le Livre de Spencer   | Zeno Bianu          |                         | Lluis Pasqual                | Odéon-Théâtre de l'Europe en París, Francia                                                 |
| 1994-1995 | Charley's Aunt        | Brandon Thomas      | Lord Fancourt Babberley | Emil Wolk                    | Royal Exchange Theatre de Mánchester                                                        |
| 1995      | The Seagull           | Anton Chéjov        | Konstantin              | Robert Sturua                | Theatre Royal de Bath y gira por el Reino Unido                                             |
| 1995      | The Dresser           | Ronald Harwood      | Norman                  |                              | Drum Theatre de Plymouth y Lyttelton Theatre, Royal National Theatre de Londres             |
| 1996      | The Homecoming        | Harold Pinter       | Lenny                   | Roger Mitchell               | Lyttelton Theatre, Royal National Theatre de Londres                                        |
| 1996      | The Ends of the Earth | David Lan           | Daniel                  | Andrei Serban                | Royal National Theatre                                                                      |
| 1997      | Henry V               | William Shakespeare | Henry V                 | Ron Daniels                  | Barbican Theatre de Londres y gira por el Reino Unido                                       |
| 1998      | Amadeus               | Peter Shaffer       | Wolfgang Amadeus Mozart | Peter Hall                   | Old Vic de Londres, Broadway de Nueva York (2000) y Los Ángeles                             |
| 1999      | Look Back in Anger    | John Osborne        | Jimmy Porter            | Gregory Hersov               | Lyttelton Theatre, Royal National Theatre de Londres y Royal Exchange Theatre de Mánchester |
| 2003      | Calígula              | Albert Camus        | Calígula                | Michael Grandage             | Donmar Warehouse de Londres                                                                 |
| 2005      | The U.N. Inspector    |                     | Martin Gammon Remington | David Farr                   | Teatro Nacional de Londres                                                                  |
| 2006-2007 | Frost/Nixon           | Peter Morgan        | David Frost             | Michael Grandage             | Donmar Warehouse / Teatro Gielgud de Londres y Bernard B. Jacobs Theatre de Nueva York      |

## Premios y nominaciones

### Cine y televisión
| Año  | Premio                                                            | Categoría                                   | Título              | Resultado |
| ---- | ----------------------------------------------------------------- | ------------------------------------------- | ------------------- | --------- |
| 2005 | Royal Television Society                                          | Mejor Actor                                 | Dirty Filthy Love   | Nominado  |
| 2006 | Boston Society of Film Critics Awards                             | Mejor Actor de Reparto                      | The Queen           | Nominado  |
| 2006 | Chicago Film Critics Association Awards                           | Mejor Actor de Reparto                      | The Queen           | Nominado  |
| 2006 | Dallas-Fort Worth Film Critics Association Awards                 | Mejor Actor de Reparto                      | The Queen           | Nominado  |
| 2006 | Los Angeles Film Critics Association Awards                       | Mejor Actor de Reparto                      | The Queen           | Ganador'  |
| 2006 | Toronto Film Critics Association Awards                           | Mejor Actor de Reparto                      | The Queen           | Ganador'  |
| 2007 | Kansas City Film Critics Circle Awards                            | Mejor Actor de Reparto                      | The Queen           | Ganador'  |
| 2007 | Broadcasting Press Guild Awards                                   | Mejor Actor                                 | Fantabulosa!        | Nominado  |
| 2007 | Royal Television Society, UK                                      | Mejor Actor                                 | Fantabulosa!        | Ganador'  |
| 2008 | British Independent Film Awards                                   | Premio a la Personalidad de Entretenimiento |                     | Ganador'  |
| 2009 | Evening Standard British Film Awards                              | Mejor Actor                                 | Frost/Nixon         | Ganador'  |
| 2009 | London Critics Circle Film Awards                                 | Actor Británico del Año                     | Frost/Nixon         | Nominado  |
| 2009 | Valenciennes International Festival of Action and Adventure Films | Mejor Actor                                 | Frost/Nixon         | Ganador'  |
| 2011 | Phoenix Film Critics Society Awards                               | Mejor Elenco Actoral                        | Medianoche en París | Nominado  |

1. ↑  Compartido con Compartido con Frank Langella)
2. ↑  Compartido con Tom Hiddleston, Mimi Kennedy, Adrien Brody, Owen Wilson, Yves Heck, Corey Stoll, Kurt Fuller, Sonia Rolland, Marion Cotillard, Rachel McAdams, Carla Bruni, Nina Arianda, Léa Seydoux, Alison Pill & Kathy Bates)

Premios BAFTA
| Año  | Categoría                          | Título            | Resultado |
| ---- | ---------------------------------- | ----------------- | --------- |
| 2005 | Mejor Actor de Televisión          | Dirty Filthy Love | Nominado  |
| 2007 | Mejor Actor de Televisión          | Fantabulosa!      | Nominado  |
| 2007 | Mejor Actor de Reparto en Película | The Queen         | Nominado  |

Premios BAFTA/LA Britannia
| Año  | Categoría                     | Título | Resultado |
| ---- | ----------------------------- | ------ | --------- |
| 2010 | Mejor Actor Británico del Año |        | Ganador   |

Premios EMMY
| Año  | Categoría                                   | Título                   | Resultado |
| ---- | ------------------------------------------- | ------------------------ | --------- |
| 2010 | Actor Principal en una Miniserie o Película | The Special Relationship | Nominado  |

Premios Satellite
| Año  | Categoría                          | Título            | Resultado |
| ---- | ---------------------------------- | ----------------- | --------- |
| 2009 | Mejor Actor en una Película, Drama | The Damned United | Nominado  |

Premios del Sindicato de Actores
| Año  | Categoría                                          | Título              | Resultado |
| ---- | -------------------------------------------------- | ------------------- | --------- |
| 2009 | Mejor Interpretación de un Reparto en una Película | Frost/Nixon         | Nominado  |
| 2012 | Mejor Interpretación de un Reparto en una Película | Medianoche en París | Nominado  |

1. ↑   Compartido con Kevin Bacon, Rebecca Hall, Toby Jones, Frank Langella, Matthew Macfadyen, Oliver Platt & Sam Rockwell
2. ↑   Compartido con Adrien Brody, Kathy Bates, Rachel McAdams, Marion Cotillard, Owen Wilson & Carla Bruni

### Teatro
| Año  | Premio                        | Categoría                       | Obra                 | Teatro                                           | Resultado |
| ---- | ----------------------------- | ------------------------------- | -------------------- | ------------------------------------------------ | --------- |
| 1992 | M.E.N. Theatre Award          | Mejor Actor                     | Romeo y Julieta      | Royal Exchange de Mánchester                     | Nominado  |
| 1993 | Ian Charleson Award           | Mejor Actor                     | Don't Fool with Love | Donmar Warehouse de Londres                      | Nominado  |
| 1997 | Ian Charleson Award           | Mejor Actor                     | Henry V              | Royal Shakespeare Theatre de Stratford-upon-Avon | Nominado  |
| 1998 | Premio Laurence Olivier       | Mejor interpretación de reparto | Amadeus              | Old Vic de Londres                               | Nominado  |
| 1999 | Outer Critics Circle Award    | Mejor Actor                     | Amadeus              | Music Box Theatre de Broadway                    | Nominado  |
| 1999 | Premio Laurence Olivier       | Mejor Actor                     | Look Back in Anger   | Royal National Theatre de Londres                | Nominado  |
| 1999 | Premio Evening Standard       | Mejor Actor                     | Look Back in Anger   | Royal National Theatre de Londres                | Nominado  |
| 2003 | Critics' Circle Theatre Award | Mejor Actor                     | Caligula             | Donmar Warehouse de Londres                      | Ganador   |
| 2003 | Premio Evening Standard       | Mejor Actor                     | Caligula             | Donmar Warehouse de Londres                      | Ganador   |
| 2003 | Premio Laurence Olivier       | Mejor Actor                     | Caligula             | Donmar Warehouse de Londres                      | Nominado  |
| 2006 | Premio Laurence Olivier       | Mejor Actor                     | Frost/Nixon          | Donmar Warehouse de Londres                      | Nominado  |
| 2007 | Drama League Award            | Trabajo Destacado               | Frost/Nixon          | Bernard B. Jacobs Theatre de Broadway            | Nominado  |
| 2011 | Theatre Award UK              | Mejor Director                  | The Passion          | Teatro de Port Talbot                            | Ganador'  |